# 2007-es ukrajnai parlamenti választások

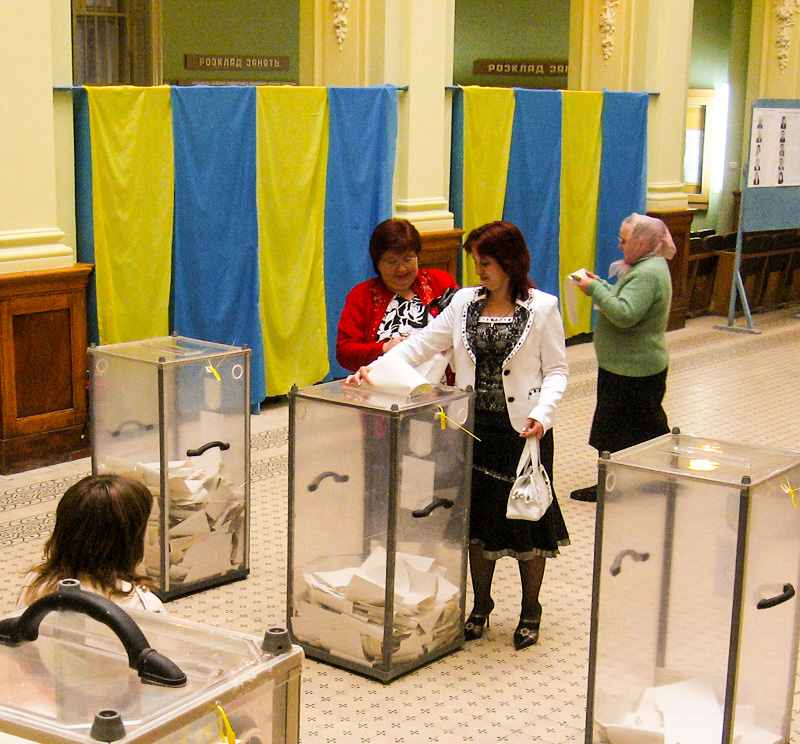
2007-09-30

2007. június 24-én előrehozott parlamenti választást tartottak Ukrajnában, miután április 2-án Viktor Juscsenko elnök aláírta a parlament feloszlatásáról szóló 264/2007. sz. elnöki rendeletet, így próbálva meg csillapítani a politikai válságot. A parlament és a minisztertanács álláspontja szerint a határozat alkotmányellenes volt, így tovább folytatta munkáját, s nem különített el alapot a választások finanszírozására.

## A válság
Egy nyolc hónapig tartó, a parlament és az elnök között folyó hatalmi harc végeredménye lett a parlament feloszlatása. A Verhovna Radnán belül is csatározások folytak, főleg a Nemzeti Egység Koalíció és ellenzéke között. Ez sokszor addig fajult, hogy az ellenzék elhagyta a törvényhozás épületét. Egy hónappal a parlament feloszlatása előtt 11 ellenzéki képviselő a kormányzó koalícióhoz csatlakozott. (Válságellenes Koalíció). Az ellenzék szerint ez ellentétes az ukrán alkotmánnyal, amely csak politikai csoportoknak és pártoknak engedi meg a koalícióhoz történő csatlakozást, de egyéneknek nem. Valójában néhány politikus arra panaszkodik, hogy többször kicserélték egymás között a szavazóókrtyákat, s úgy szavaztak, hogy jelen sem voltak az ülésen, amivel megszegték az Alkotmány 84. bekezdését.
2007. február 9-én Olekszandr Moroz, az ukrán parlament házelnöke, az Ukrán Szocialista Párt vezetője kifejtette véleményét a kialakult helyzetről. Azt állította, hogy Ukrajna elnöke, s annak pártja, a Mi Ukrajnánk Párt valamint a Julija Timosenko Blokk aktívan tervezik Ukrajna eddig elért demokratikus és politikai vívmányainak destabilizálását, hogy bebiztosítsák frissen megszerzett többségüket, amit a 2006-os választásokon kaptak.
Egy héttel a feloszlatás előtt több tízezer ellenzéki támogató gyűlt össze, és a parlament feloszlatását követelte az elnöktől. Ezzel párhuzamosan hasonló nagyságú tömeg tüntetett a Verhovna Rada megtartásáért.
Április 2-án, a parlament feloszlatásának a napján Viktor Juscsenko találkozott Viktor Janukovics miniszterelnökkel és Olekszandr Moroz házelnökkel. Nem sikerült megoldást találniuk a politikai krízisre. Délelőtt 11 órakor az elnök televíziós beszédében bejelentette döntését, miszerint feloszlatja a parlamentet, és előrehozott választásokat ír ki. Ennek ellenére a Rada szavazott egy indítványról, miszerint a feloszlatás alaptalan volt, és folytatja tevékenységét., megtiltotta alapok képzéséét az elnökválasztásra, és visszavonta a központi választási bizottság tagjainak a kinevezését. A kabinet, a parlamentet támogatva, szintén megtiltotta választási pénzek elkülönítését.
A választási bizottság becslései szerint a választás közvetlen költségei a 340 millió hrivnyát is elérhetik. Julija Timosenko támogatja az elnök döntését, és a következőket mondta a költségekről: „Ha engedjük, hogy továbbra is a maffia irányítsa az országot, Ukrajna több tízmilliárd dollárt fog elveszíteni, mert Ukrajnát ma kirabolják.”
Az Ukrán Alkotmánybíróság egy 53 parlamenti képviselő által beadott indítványt vizsgál, miszerint a parlament feloszlatásának nem voltak meg az alkotmányos alapjai. Ezen nézőpont képviselői azzal érvelnek, hogy az elnök az ukrán alkotmány 90. része alapján oszlathatja fel a törvényhozást. Kritizálják az elnököt, hogy nem hivatkozott erre a bekezdésre. Ehelyett hivatkozott az 5., 69., 77., 83., 102. és 106. bekezdésre.
2007. április 4-én Ivan Doborovszkij, a testület elnöke azzal érvelve, hogy nyomás alatt van, beadta lemondását, de a bíróság ezt nem fogadta el.
2007. április 5-én Janukovics az osztrák kancellárt, Alfred Gusenbauert kérte fel közvetítőnek. A megkeresésre nem érkezett válasz, s mikor az osztrák diplomaták hallottak a hírről meglepődtek
Április 6-án a Nemzeti Egység Koalíció megpróbálta úgy megoldani a problémát, hogy az átpártoltakat kizárta a frakcióból, és beterjesztett egy törvényjavaslatot, hogy egyének ne csatlakozhassanak a koalícióhoz.
A Központi Választási Bizottság négy tagja – Jurij Doncsenko, Ihor Kacsur, Bronyiszlav Rajkovszkij és Olekszandr Csupankin (egyes hírek szerint az Anti-krízis Koalíció tagja) – betegség miatt távol maradtak a szavazástól, így a Bizottság döntésképtelenné vált.
Április 7-én egy városi bíróság visszavonta 5.-i határozatát, mellyel megtiltotta a választási procedúra elkezdését. Vladimir Kolesznicsenko, a Régiók Pártjának szóvívője, azt mondta, hogy a bíróságnak ez a határozata hamisítvány, és a választási folyamat még nem kezdődhet el.
Április 9-én a Rada felkérte az európai államok fejeit, miniszterelnökeit és kormányait, hogy küldjenek képviseletükben személyeket, kik segíteni tudnak a krízis csillapításában.
Ukrajna parlamentje április 9-i döntésében kijelentette, hogy csak akkor támogatna egy előrehozott választást, ha ugyanebben az időpontban elnökválasztást is tartanának.
Április 10-én egy Luhanszki területi bíróság nyilvánosságra hozta április 6-i határozatát, mellyel minden, a választások előkészítésére irányuló tevékenységet megtiltott. A határozat egy válasz volt a Régiók Pártjának egyik képviselőjének, Volodimir Ivanovnak egy vizsgálatára. Egyes hírek szerint ezt a határozatot visszavonták.

## Választási kampány
Rögtön az elnök bejelentését követően az ellenzék, mely leginkább Julija Timosenko Blokkjából és a Mi Ukrajnánk csoportból állt, bejelentette, hogy rögtön elkezdenek kampányolni. A Régiók Pártjának, az Ukrán Kommunista Pártnak és az Ukrán Szocialista Pártnak még nincs kész programja, mert ők az elnöki döntést törvénytelennek tekintik.
A választásokra való készülés ellenére Juscsenko ellenzéke sátortáborokat szerveztek Kijevbe, és a tiltakozók egy részének ételt és pénzt osztanak. (Kb 4000 forintnyit naponta), hogy ott maradjanak.

### A választási eredmények regionális megoszlása
| Party of Regions results (34,37%)          | Bloc Yulia Tymoshenko results (30,71% | Our Ukraine People's Self-Defence results (14,15%) |
| Communist Party of Ukraine results (5,39%) | Bloc Lytvyn Party results (3,96%)     | Socialist Party of Ukraine results (2,86%)         |

#### Regionális eredmények

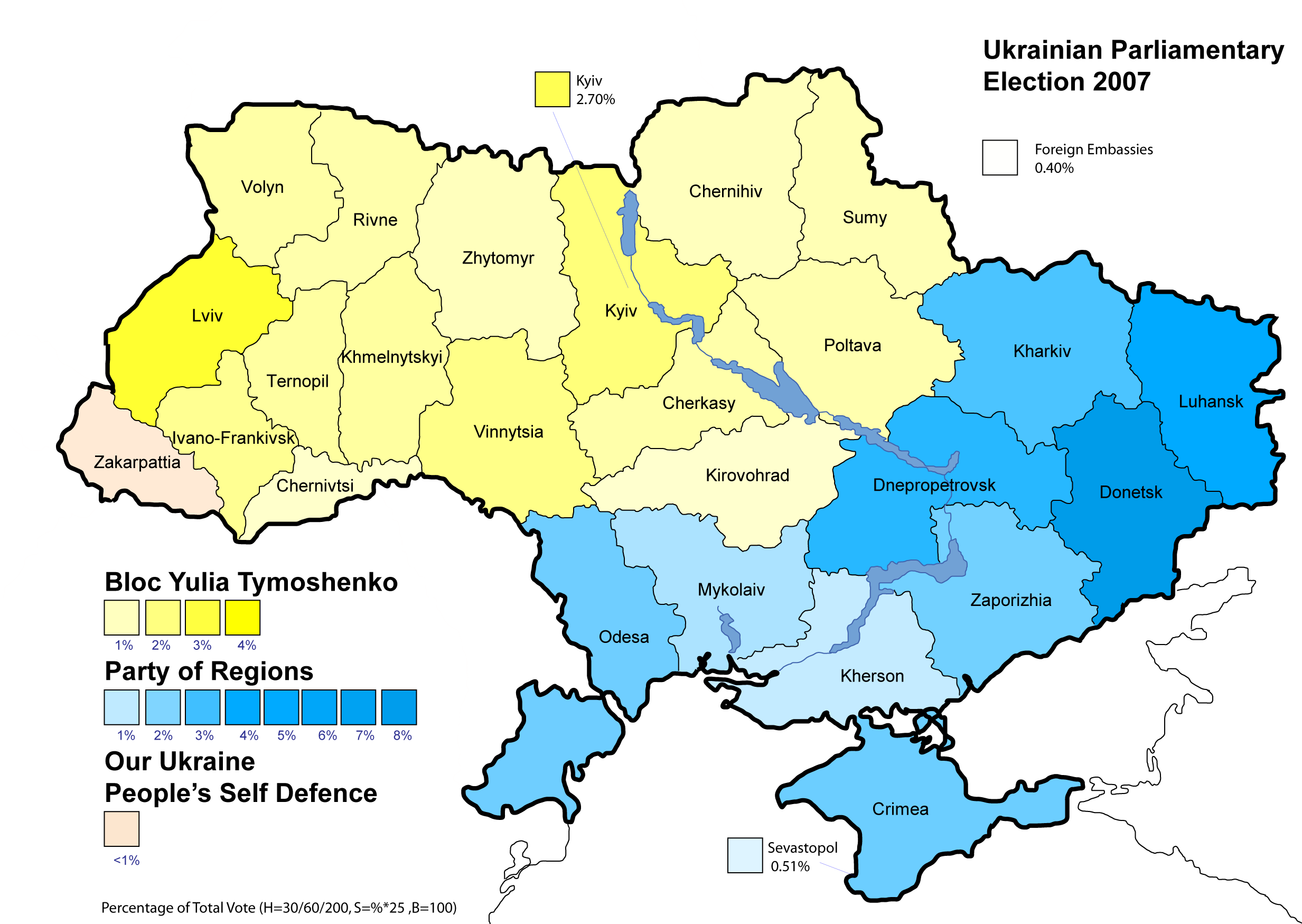
A képen régiónként a legtöbb szavazatot elérők láthatók

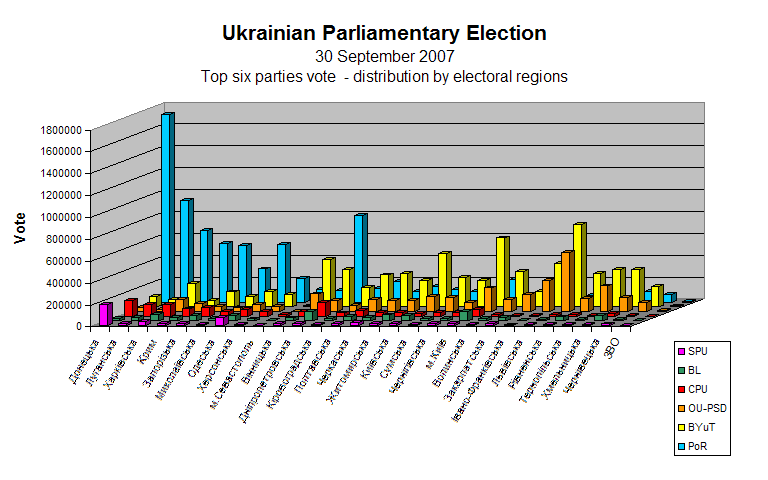
Results by electoral region (Percentage by national total vote)

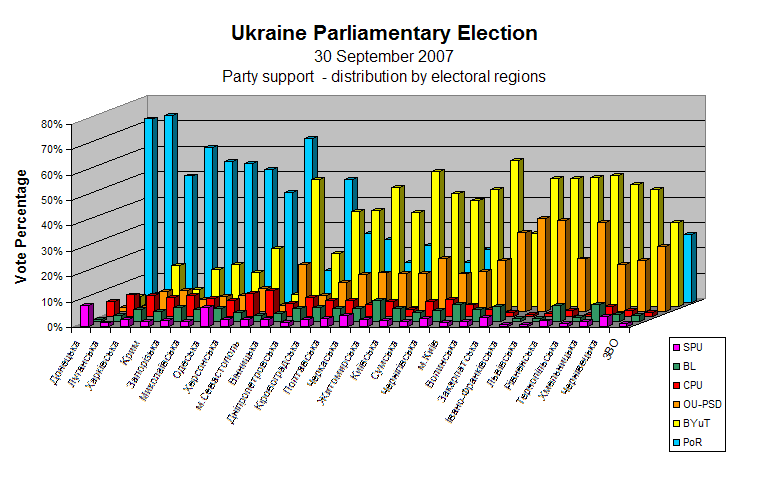
Vote (Percentage by electoral region)

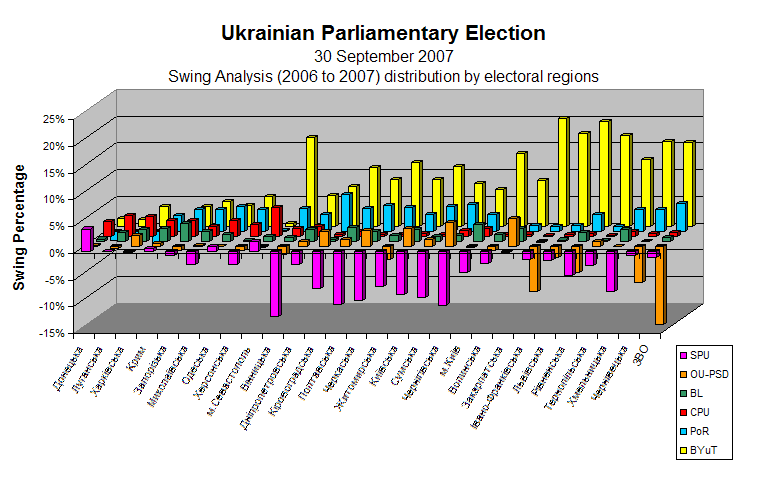
Swing 2006 to 2007 (Percentage by electoral regions)

| Régió                     | Szavazatszám | Szavazat-arány (%) | PR   | BJUT | NU–NSZ | KPU  | BL  | SZPU |
| Ukrajna                   | 37 185 882   | 62,70              | 34,4 | 30,7 | 14,2   | 5,4  | 4,0 | 2,9  |
| Keleti                    |              | 63,8               | 66,5 | 7,5  | 3,4    | 7,3  | 2,2 | 4,9  |
| ------------------------- | ------------ | ------------------ | ---- | ---- | ------ | ---- | --- | ---- |
| Donecki terület           | 3 620 888    | 66,0               | 76,0 | 4,5  | 2,0    | 6,8  | 1,0 | 1,3  |
| Luhanszki terület         | 1 898 637    | 66,3               | 73,5 | 5,1  | 1,7    | 8,5  | 2,4 | 1,3  |
| Harkivi terület           | 2 282 993    | 58,3               | 49,6 | 16,4 | 8,1    | 8,3  | 4,6 | 2,6  |
| Déli                      |              | 57,0               | 54,6 | 13,6 | 6,5    | 7,7  | 4,6 | 3,4  |
| Krími Autonóm Köztársaság | 1 568 070    | 55,8               | 61,0 | 6,9  | 8,2    | 7,6  | 3,9 | 1,9  |
| Zaporizzsjai terület      | 1 515 832    | 61,4               | 55,5 | 14,7 | 4,7    | 8,3  | 5,5 | 2,3  |
| Mikolajivi terület        | 971 038      | 57,6               | 54,4 | 16,6 | 5,8    | 7,2  | 4,5 | 1,9  |
| Odesszai terület          | 1 851 868    | 54,5               | 52,2 | 13,7 | 6,5    | 6,2  | 5,1 | 7,2  |
| Herszoni terület          | 893 442      | 55,5               | 43,2 | 23,1 | 9,1    | 9,1  | 3,7 | 2,5  |
| Szevasztopol város        | 308 928      | 59,7               | 64,5 | 5,0  | 2,3    | 10,3 | 2,5 | 2,7  |
| Középső                   |              | 60,5               | 30,6 | 34,8 | 11,8   | 6,4  | 4,7 | 2,4  |
| Vinnicjai terület         | 1 342 608    | 64,5               | 12,6 | 50,0 | 18,6   | 5,0  | 3,1 | 2,5  |
| Dnyipropetrovszki terület | 2 810 168    | 58,9               | 48,7 | 20,8 | 6,2    | 7,6  | 5,0 | 1,3  |
| Kirovohradi terület       | 614 832      | 57,9               | 27,0 | 37,6 | 11,7   | 6,4  | 5,5 | 2,8  |
| Poltavai terület          | 1 250 952    | 61,9               | 24,8 | 37,9 | 14,5   | 6,5  | 4,9 | 3,0  |
| Cserkaszi terület         | 1 095 058    | 60,1               | 15,5 | 47,0 | 15,3   | 4,9  | 4,9 | 4,3  |
| Északi                    |              | 62,5               | 16,7 | 45,5 | 16,1   | 4,9  | 5,7 | 2,1  |
| Zsitomiri terület         | 1 044 852    | 62,5               | 22,4 | 37,0 | 15,1   | 5,8  | 8,3 | 2,5  |
| Kijevi terület            | 1 679 197    | 61,9               | 13,0 | 53,4 | 15,1   | 3,0  | 5,1 | 2,2  |
| Szumi terület             | 990 575      | 62,0               | 15,7 | 44,5 | 20,8   | 5,8  | 3,3 | 2,0  |
| Csernyihivi terület       | 939 072      | 61,8               | 20,7 | 41,9 | 14,9   | 6,7  | 4,2 | 2,9  |
| Kijev város               | 2 151 576    | 63,5               | 15,0 | 46,2 | 15,8   | 4,6  | 6,6 | 1,6  |
| Nyugati                   |              | 68,4               | 8,3  | 48,9 | 29,1   | 1,8  | 3,2 | 1,6  |
| Volinyi terület           | 801 557      | 71,0               | 6,7  | 57,6 | 20,0   | 2,7  | 4,6 | 1,9  |
| Kárpátalja                | 946 525      | 52,1               | 19,8 | 28,9 | 31,1   | 1,8  | 6,0 | 3,5  |
| Ivano-frankivszki terület | 1 080 296    | 72,6               | 3,0  | 50,7 | 36,8   | 0,8  | 1,0 | 0,8  |
| Lvivi terület             | 2 002 372    | 73,9               | 4,2  | 50,4 | 36,0   | 1,0  | 1,1 | 0,6  |
| Rivnei terület            | 865 092      | 68,7               | 10,4 | 51,0 | 20,8   | 2,4  | 6,1 | 2,1  |
| Ternopili terület         | 870 214      | 76,5               | 3,0  | 51,6 | 35,2   | 0,7  | 1,6 | 1,1  |
| Hmelnickiji terület       | 1 083 968    | 66,3               | 14,1 | 48,2 | 18,4   | 4,0  | 6,6 | 1,7  |
| Csernyivci terület        | 705 272      | 58,2               | 16,8 | 46,2 | 20,3   | 2,3  | 2,5 | 3,8  |
| Külföldi nagykövetségek   | 431 142      | 6,0                | 26,5 | 33,1 | 25,5   | 1,6  | 2,3 | 1,2  |